# Eublemma atlantica
Eublemma atlantica är en fjärilsart som beskrevs av Karl Schawerda 1934. Eublemma atlantica ingår i släktet Eublemma och familjen nattflyn. Inga underarter finns listade i Catalogue of Life.